# Митрошкин, Игорь Александрович
Игорь Александрович Митрошкин (род. 12 июня 1950, Старый Крым, Крымская область, РСФСР, СССР) — украинский политик член Партии регионов, народный депутат Украины.

## Биография
Родился 12 июня 1950 (г. Старый Крым, Крымская область); жена Людмила Александровна (1949) — пенсионерка; дочь-Ольга (1974).
Образование: Николаевский кораблестроительный институт (1967—1974), инженер-кораблестроитель, «Судостроение и ремонт».
Сентябрь 2007 г. — кандидат в народные депутаты Украины от Партии регионов, № 259 в списке. На время выборов: народный депутат Украины, член ПР.
Народный депутат Украины 5-го созыва с сентября 2006 до ноября 2007 от Партии регионов, № 195 в списке. На время выборов: вице-президент акционерного коммерческого банка «Имэксбанк», член ПР. Член фракции Партии регионов (с сентября 2006). Член Комитета по вопросам правовой политики (октябрь — ноябрь 2006), член Комитета по вопросам национальной безопасности и обороны (с ноября 2006).
- Апрель 1974 — июль 1975 — инженер, июль 1975 — август 1976 — старший инженер отдела стандартизации общей техники Одесской межобластной лаборатории государственного надзора за стандартами и измерительной техникой.
- Август 1976 — апрель 2000 — служба в органах государственной безопасности.
- Март 2000 — июнь 2005 — первый заместитель председателя правления, июнь 2005—2006 — вице-президент АКБ «Имэксбанк».
- Апрель 2002—2006 — вице-президент ЗАО "Футбольный клуб «Черноморец».